# 渡辺囚獄佑
渡辺 囚獄佑（わたなべ ひとやのすけ）は、戦国時代から安土桃山時代にかけての甲斐国の武将。実名は守（もり）。
八代郡精進村（現在の山梨県富士河口湖町本栖）に居住する土豪集団・九一色衆の一員で、甲斐武田氏に仕えて甲駿国境である本栖の守備にあたるとともに、御師としても活動した。武田氏滅亡後は徳川氏に仕え、「天正壬午の乱」では甲斐に進軍した徳川家康の道案内を務めた。子孫は江戸幕府の旗本となるが、関ケ原の合戦後17世紀後半まで本栖関所（本栖口留番所）守備の任務を受け継いだ。

## 生涯

### 本栖の渡辺氏
『甲斐国志』によれば、本栖の渡辺氏は渡辺綱の曾孫の渡辺至（伝の弟）を祖と称する一族で、駿河国との国境に近い本栖を領し、戦国期には甲斐国守護・武田氏に仕えた。『寛永諸家系図伝』によれば、囚獄佑（守）の祖父に当たる知（とも。源二郎、右京亮）が本栖に住み、北条氏・今川氏が甲斐に侵攻した際に武田信虎に忠節を尽くしたという。

### 武田氏に従う
『寛永諸家系図伝』『寛政重修諸家譜』によれば、天正5年（1577年）に父・渡辺縄（つな。源二、豊後）の遺跡を継ぐ。『武田氏家臣団人名辞典』によれば父は出家していたとされ（法名は浄金）、家督譲渡後まもなく死去したと考えられている。
武田時代の事跡としては「西湖区有文書」年未詳2月1日付け畑昌方書状において、塩の運搬を依頼されていることが知られる。

### 天正壬午の乱での動向
天正10年（1582年）3月に武田氏が滅亡すると、三河国の徳川家康に仕える。『寛政譜』によれば、織田家臣河尻秀隆に招かれるが、これを断って浜松城に下ったとされる。
『寛永伝』によれば、同年7月12日に囚獄佑は九一色衆を糾合し、甲斐・信濃国を結ぶ中道往還沿いの本栖城の警護を命じられている。同年6月には本能寺の変により、武田氏滅亡後には甲斐・信濃の武田遺領をめぐる「天正壬午の乱」が発生するが、天正壬午の乱において家康は中道往還を甲斐へ侵攻し、囚獄佑は家康の道中案内を務めた。家康は囚獄佑に案内され、同年8月9日に甲府・尊躰寺（甲府市城東）に到着すると、翌8月10日には本陣を甲府から新府城（韮崎市中田町中條）へ移した。囚獄佑は家康から本栖城の警護を命じられると本栖へ帰還した。同日、相模国の後北条氏の甲斐都留郡侵攻に伴い、吉田の吉田衆や西湖周辺の西之海衆ら富士北麓の御師・土豪が後北条氏に糾合され、本栖へ侵攻した。囚獄佑は家康から家臣・安部信勝を援軍として派遣され、丸尾（青木ヶ原丸尾）において後北条勢を撃退した。この戦功により旧領を安堵された上、山中の武士20人を同心として付けられて駿州往還の警固役を命じられた。同年10月には徳川・北条同盟が成立し、天正壬午の乱は終結する。

### 徳川家臣として
「記録御用所本古文書」によれば、天正13年（1585年）5月30日には家康から甲斐国心経寺（甲府市心経寺町）など172貫文余の知行地を宛行われている。
なお、囚獄佑は富士山北麓の御師(富士御師)としても活動していたが、徳川氏の旗本になった際には檀家を河口御師・三浦外記（猿屋）に譲渡したという。
天正18年（1590年）の小田原征伐に従軍、7月に徳川氏が関東に転封されると随行し、武蔵国入間郡矢加賀村（埼玉県入間市）を給地とした。天正19年（1591年）の奥州出陣（九戸政実の乱）において、岩手沢（岩出山城、宮城県大崎市）まで出張するが、ここで病にかかって死去した。

## 系譜
特記事項がない限り『寛政重修諸家譜』による。
- 父：渡辺縄
- 母：不詳
- 妻：秋山虎康の娘
  - 二男：渡辺長 - 源五郎、囚獄[1]。
- 生母不明の子
  - 長男：渡辺安 - 源蔵・源三[1]。

### 補足
- 『寛政重修諸家譜』では囚獄佑の兄弟に記載はないが、『武田氏家臣団人名辞典』によれば弟として天正4年（1576年）9月18日に死去した照庵浄光禅定門（法名）が認められる[1]。
- 『寛政重修諸家譜』では、縄の弟（囚獄佑の叔父）として向山盛吉（丹後守）を掲げる（『寛永系図』には記載がなく、『寛政譜』編纂時に向山家の呈譜に基づき改訂された）。盛吉は武田信玄の命により向山氏の名跡を継いだとされる[9]。盛吉の孫にあたる向山正盛が徳川家康に仕え、子孫は旗本として続いている[9]。
- 武田旧臣で家康に従った渡辺定正（武右衛門）の家は、定正から3代にわたって甲府町奉行を務めたが、家伝によれば渡辺囚獄佑と同族という[10]。

### その後の渡辺家
囚獄佑の没後、家督は嫡男・安（やす）が継承したが、幼少だったために同心衆を収められた。慶長5年（1600年）の関ヶ原の戦いに際し、安は甲府城の守衛を命じられるとともに、知行地も旧領の本栖領に移された。しかし安は甲府城において18歳で没した。
安の死後、囚獄佑の次男・長（おさ）が家督を継承し、本栖で630石余の知行が認められた。『甲斐国志』によれば、子孫は本栖の番人を務めたとある。『寛政譜』によれば、長・盛（もり）・友（とも）の3代にわたって「本栖の関を守る」「本栖の関所奉行」との記述がある。なお、長・盛は「囚獄」の通称を継いで名乗った。友の子の源太郎は天和元年（1681年）に蔵米支給に切り替えられ小普請入りとなり、本栖から切り離された。源太郎はそののち御書院番となり、元禄10年（1697年）には再び知行取となるが、知行地は上総国に与えられた。享保7年（1722年）、源太郎の養子・甚五兵衛の代で無嗣断絶となる。
渡辺長の二男・時（とき）、四男・虞（とら）も旗本として別家を立てている。時の家は無嗣断絶となったが、虞の家は『寛政譜』編纂時に存続している（当主は渡辺左次郎英（さかえ）、200俵）。虞の家の3代目（英の父）である渡辺博（源二郎）は代官・御広敷番頭を務めている。

## 備考
- 「渡辺囚獄佑の墓」が富士河口湖町の指定史跡となっている[14][15]
- 本栖地区で行われる行事「本栖公家行列」は、囚獄佑が始めたものと由緒づけられている[16]。